# La Vid de Bureba
La Vid de Bureba – gmina w Hiszpanii, w prowincji Burgos, w Kastylii i León, o powierzchni 9,74 km². W 2011 roku gmina liczyła 23 mieszkańców.